# Виділена площа шельфу
Виділена площа шельфу (рос. площадь шельфа выделенная; англ. designated area of a shelf, нім. abgesonderte Schelfzone f) — площа, визначена британським законодавством як така, що має стосунок до пошуку, розвідки й видобутку корисних копалин на шельфі, в межах якої права Великої Британії поза територіальними водами визначено законом від імені королівської влади.